# Laskowa (Rokitno Szlacheckie)
Laskowa – część wsi Rokitno Szlacheckie w Polsce, położona w województwie śląskim, w powiecie zawierciańskim, w gminie Łazy.
W latach 1975–1998 Laskowa należała administracyjnie do województwa katowickiego.